# Blanca Suárez
Blanca Martinez Suárez (Madrid, 21 de outubro de 1988), mais conhecida como Blanca Suárez, é uma atriz espanhola, mais conhecida por interpretar Lídia / Alba na série de televisão As Telefonistas.

## Biografia
Blanca Suárez fez sua estreia em 2007, interpretando o papel de Julia Medina na série El Internado da Antena 3.
Em 2010, Suárez teve seu primeiro papel no filme Carne De Neón junto com Mario Casas. O filme foi finalmente exibido em 2011.
Em seguida, estrelou, junto com Antonio Banderas e Elena Anaya, o filme de Pedro Almodóvar La piel que habito, para o qual ela ganhou elogios da crítica e um Prêmio Goya.
Blanca passou a estrelar outra série, El Barco, pela qual ela ganhou o Fotogramas de Plata Award de Melhor atriz de televisão e o Ondas Award de Melhor Atriz, bem como uma nomeação para o TP de Oro Award para Melhor Atriz. El Barco foi ao ar de 17 de janeiro de 2011 a 21 de fevereiro de 2013. Entretanto, Suárez estrelou dois filmes que estrearam ambos no Festival de Cinema de Málaga de 2012 - a comédia dramática Streak (The Pelayos), juntamente com Daniel Brühl, Lluís Homar e Miguel Ángel Silvestre, e o drama pós-guerra Imanol Uribe xarope de laranja (Miel de Naranjas), ao lado de Ángela Molina e Nora Navas. Em 2013, Suárez apareceu em Estou tão animado! (Los Amantes pasajeros), um filme de comédia dirigido por Pedro Almodóvar. No Festival de Cannes de 2013, Suárez foi premiada com o Troféu Chopard Femininas Relevation do Ano por seu trabalho em atuação; o prêmio foi entregue a ela por Colin Firth.
Em 2014, Suárez retratou Branca de Neve no episódio homônimo da série de televisão Cuéntame un cuento (em inglês: Tell Me a Story). Em 2015, ela estrelou a minissérie Los nuestros (em inglês: The Ours). Contracenou com Hugo Silva no filme de comédia romântica Perdiendo el Norte (em inglês: Losing the North).
Ela interpretou o papel de Lidia Aguilar, uma das protagonistas da série Las chicas del cable, que estreou em 2017 na Netflix.

## Filmografia

### Cinema
| Ano  | Titulo                  | Papel         | Notas |
| ---- | ----------------------- | ------------- | ----- |
| 2008 | Eskalofrío              | Ángela        |       |
| 2008 | Cobardes                | Redactora     |       |
| 2009 | Fuga de cerebros        | Voz           |       |
| 2009 | El cónsul de Sodoma     | Sandra        |       |
| 2010 | Carne de neón           | Verónica      |       |
| 2011 | La piel que habito      | Norma Ledgard |       |
| 2012 | The Pelayos             | Ingrid        |       |
| 2012 | Miel de naranjas        | Carmen        |       |
| 2013 | Los amantes pasajeros   | Ruth          |       |
| 2015 | Perdiendo el Norte      | Carla         |       |
| 2015 | Mi gran noche           | Paloma        |       |
| 2016 | My Bakery in Brooklyn   | Daniella      |       |
| 2017 | El bar                  | Elena         |       |
| 2019 | A pesar de todo         | Sara          |       |
| 2020 | El verano que vivimos   | Lucía Vega    |       |
| 2022 | El test                 | Berta         |       |
| 2022 | El cuarto pasajero      | Lorena        |       |
| 2022 | Me he hecho viral       | Mabel         |       |
| 2025 | La huella del mal       | Silvia Guzmán |       |
| 2025 | Parecido a un asesinato | Eva           |       |

### Televisão
| Ano       | Titulo                           | Papel                  | Notas           |
| --------- | -------------------------------- | ---------------------- | --------------- |
| 2007-2010 | El Internado                     | Julia Medina           | Papel principal |
| 2011-2013 | El Barco                         | Ainhoa Montero         | Papel principal |
| 2014      | Cuéntame un cuento: Blancanieves | Blanca Sotelo / Nieves |                 |
| 2015      | Los nuestros                     | Isabel Santana         |                 |
| 2015      | La Bella y la Bestia             | Bella                  |                 |
| 2015      | Carlos, Rey Emperador            | Isabel de Portugal     |                 |
| 2016      | Lo que escondían sus ojos        | Marquesa de Llanzol    | Papel principal |
| 2017-2020 | Las chicas del cable             | Lidia / Alba           | Papel principal |
| 2021      | Jaguar                           | Isabel Garrido         | Papel principal |
| 2024      | Disco, Ibiza, Locomía            | Lurdes Iribar          |                 |
| 2025      | Respira                          | Jéssica Donoso         | Papel principal |

### Curta-Metragem
| Ano  | Titulo     | Papel   |
| ---- | ---------- | ------- |
| 2009 | Universos  | Irene   |
| 2010 | Hemisferio | Violeta |

### Videoclipes
| Ano  | Música          | Cantor      |
| ---- | --------------- | ----------- |
| 2010 | Estoy prohibido | Ladrones    |
| 2014 | Emocional       | Dani Martín |

## Prêmios e Indicações
| Ano  | Prêmio                               | Categoria                                        | Indicação                                        | Resultado |
| ---- | ------------------------------------ | ------------------------------------------------ | ------------------------------------------------ | --------- |
| 2009 | Festival de Televisão de Monte Carlo | Ninfa de Ouro de Melhor Atriz - Drama            | El Internado                                     | Indicada  |
| 2010 | Prêmio Pétalo                        | Rosto revelação                                  | El Internado                                     | Venceu    |
| 2011 | Prêmio Moldura de Prata              | Melhor atriz de televisão                        | El Internado                                     | Venceu    |
| 2011 | TP de Ouro                           | Melhor atriz                                     | El barco                                         | Indicada  |
| 2011 | Prêmio Ondas                         | Melhor interpretação feminina                    | El barco                                         | Venceu    |
| 2011 | Prêmios Goya                         | Prêmio Goya de melhor atriz revelação            | La piel que habito                               | Indicada  |
| 2012 | Semana do Cinema de Medina del Campo | Atriz do século XXI                              | Toda sua trajetória                              | Venceu    |
| 2012 | Prêmio GQ                            | Mulher do ano                                    | Mulher do ano                                    | Venceu    |
| 2012 | Neox Fan Awards                      | Melhor atriz de cinema espanhol                  | The Pelayos                                      | Venceu    |
| 2012 | Prêmio Moldura de Prata              | Melhor atriz de televisão                        | El barco                                         | Indicada  |
| 2012 | Premios Cosmopolitan                 | Melhor atriz de televisão                        | El barco                                         | Venceu    |
| 2012 | Neox Fan Awards                      | Melhor atriz de série de televisão               | El barco                                         | Venceu    |
| 2012 | Neox Fan Awards                      | Melhor beijo do ano (con Mario Casas)            | El barco                                         | Indicada  |
| 2013 | Trophée Chopard                      | Revelação feminina do ano                        | Revelação feminina do ano                        | Venceu    |
| 2013 | Neox Fan Awards                      | Melhor atriz de série de televisão               | El barco                                         | Indicada  |
| 2013 | Neox Fan Awards                      | Casal mais atraente (com Miguel Ángel Silvestre) | Casal mais atraente (com Miguel Ángel Silvestre) | Indicada  |
| 2015 | Prêmio Feroz                         | Melhor atriz coadjuvante                         | Mi gran noche                                    | Indicada  |
| 2017 | Prêmio Iris                          | Melhor atriz                                     | Lo que escondían sus ojos                        | Indicada  |
| 2017 | Prêmio Ondas                         | Revelação feminina do ano                        | Lo que escondían sus ojos                        | Venceu    |
| 2018 | Prêmio Platino                       | Melhor interpretação feminina em série           | Las chicas del cable                             | Venceu    |
| 2021 | Prêmio Moldura de Prata              | Melhor atriz de cinema                           | El verano que vivimos                            | Venceu    |